# Lijst van voetbalinterlands Malawi - Swaziland
Deze lijst van voetbalinterlands is een overzicht van alle officiële voetbalwedstrijden tussen de nationale teams van Malawi en Swaziland. De landen hebben tot op heden 21 keer tegen elkaar gespeeld. De eerste ontmoeting, een vriendschappelijke wedstrijd, was op 6 september 1981 in Mbabane. Het laatste duel, een groepswedstrijd tijdens de COSAFA Cup 2022, werd gespeeld in Durban (Zuid-Afrika) op 8 juli 2022.

## Wedstrijden
| №  | Plaats   | Datum            | Competitie                                        | Wedstrijd          | Uitslag |
| -- | -------- | ---------------- | ------------------------------------------------- | ------------------ | ------- |
| 1  | Mbabane  | 6 september 1981 | Vriendschappelijk                                 | Swaziland − Malawi | 0 − 0   |
| 2  | Lobamba  | 4 januari 1987   | Afrikaanse Spelen 1987 kwalificatie               | Swaziland − Malawi | 1 − 3   |
| 3  | Lilongwe | 18 januari 1987  | Afrikaanse Spelen 1987 kwalificatie               | Malawi − Swaziland | 6 − 1   |
| 4  | Lobamba  | 9 april 1989     | Afrika Cup 1990 kwalificatie                      | Swaziland − Malawi | 0 − 2   |
| 5  | Blantyre | 23 april 1989    | Afrika Cup 1990 kwalificatie                      | Malawi − Swaziland | 1 − 1   |
| 6  | Lobamba  | 24 januari 1990  | Vriendschappelijk                                 | Swaziland − Malawi | 0 − 0   |
| 7  | Blantyre | 6 juli 1993      | Vriendschappelijk                                 | Malawi − Swaziland | 3 − 1   |
| 8  | Lilongwe | 8 juli 1993      | Vriendschappelijk                                 | Malawi − Swaziland | 1 − 1   |
| 9  | Mzuzu    | 10 juli 1993     | Vriendschappelijk                                 | Malawi − Swaziland | 0 − 1   |
| 10 | Blantyre | 29 juli 1993     | Vriendschappelijk                                 | Malawi − Swaziland | 3 − 1   |
| 11 | Lilongwe | 1 juli 2001      | Vriendschappelijk                                 | Malawi − Swaziland | 2 − 2   |
| 12 | Blantyre | 6 juli 2004      | Vriendschappelijk                                 | Malawi − Swaziland | 1 − 2   |
| 13 | Lilongwe | 8 juli 2004      | Vriendschappelijk                                 | Malawi − Swaziland | 1 − 1   |
| 14 | Lobamba  | 27 mei 2007      | COSAFA Cup 2007                                   | Malawi − Swaziland | 0 − 1   |
| 15 | Manzini  | 18 november 2007 | Vriendschappelijk                                 | Swaziland − Malawi | 0 − 3   |
| 16 | Blantyre | 6 juli 2009      | Vriendschappelijk                                 | Malawi − Swaziland | 3 − 1   |
| 17 | Manzini  | 29 mei 2011      | Vriendschappelijk                                 | Swaziland − Malawi | 1 − 1   |
| 18 | Lobamba  | 6 september 2015 | Afrika Cup 2017 kwalificatie                      | Swaziland − Malawi | 2 − 2   |
| 19 | Blantyre | 4 september 2016 | Afrika Cup 2017 kwalificatie                      | Malawi − Swaziland | 1 − 0   |
| 20 | Manzini  | 20 april 2019    | African Championship of Nations 2020 kwalificatie | Swaziland − Malawi | 0 − 0   |
| 21 | Blantyre | 11 mei 2019      | African Championship of Nations 2020 kwalificatie | Malawi − Swaziland | 1 − 1   |
| 22 | Durban   | 8 juli 2022      | COSAFA Cup 2022                                   | Malawi − Swaziland | 1 − 1   |

## Samenvatting
| Competitie                                   | Totaal gespeeld | Winst Malawi | Gelijk | Winst Swaziland | Doelsaldo Malawi – Swaziland |
| -------------------------------------------- | --------------- | ------------ | ------ | --------------- | ---------------------------- |
| Afrika Cup-kwalificatie                      | 4               | 2            | 2      | 0               | 6 − 3                        |
| African Championship of Nations-kwalificatie | 2               | 0            | 2      | 0               | 1 − 1                        |
| COSAFA Cup                                   | 2               | 0            | 1      | 1               | 1 − 2                        |
| Afrikaanse Spelen-kwalificatie               | 2               | 2            | 0      | 0               | 9 − 2                        |
| Vriendschappelijk                            | 12              | 4            | 6      | 2               | 18 − 11                      |
| Totaal                                       | 22              | 8            | 11     | 3               | 35 − 19                      |

FAM · 
Bondscoaches · 
Topscorers · 
Malawisch vrouwenelftal
1962 - 1969 · 
1970 - 1979 · 
1980 - 1989 · 
1990 - 1999 · 
2000 – 2009 · 
2010 – 2019 ·
2020 − 2029
Algerije ·
Angola ·
Bangladesh ·
Benin ·
Botswana ·
Burkina Faso ·
Burundi ·
Comoren ·
Congo-Brazzaville ·
Congo-Kinshasa ·
Djibouti ·
Egypte ·
Equatoriaal-Guinea ·
Eritrea ·
Ethiopië ·
Gabon ·
Ghana ·
Guinee ·
Ivoorkust ·
Jemen ·
Kameroen ·
Kenia ·
Lesotho ·
Liberia ·
Libië ·
Madagaskar ·
Mali ·
Marokko ·
Mauritius ·
Mozambique ·
Namibië ·
Nigeria ·
Oeganda ·
Rwanda ·
Sao Tomé en Principe ·
Senegal ·
Seychellen ·
Sierra Leone ·
Soedan ·
Somalië ·
Swaziland ·
Tanzania ·
Togo ·
Tsjaad ·
Tunesië ·
Zambia ·
Zimbabwe ·
Zuid-Afrika ·
Zuid-Soedan
NFAS · 
Swazisch vrouwenelftal
1968 · 
1969 · 
1970 · 
1971 · 
1972 · 
1973 · 
1974 · 
1975 · 
1976 · 
1977 · 
1978 · 
1979 · 
1980 · 
1981 · 
1982 · 
1983 · 
1984 · 
1986 · 
1987 · 
1988 · 
1989 · 
1990 · 
1991 · 
1992 · 
1993 · 
1994 · 
1995 · 
1996 · 
1997 · 
1998 · 
1999 · 
2000 · 
2001 · 
2002 · 
2003 · 
2004 · 
2005 · 
2006 · 
2007 · 
2008 · 
2009 · 
2010 · 
2011 · 
2012 · 
2013 · 
2014 ·
2015 ·
2016 ·
2017 ·
2018 ·
2019 ·
2020 ·
2021 ·
2022 ·
2023 ·
2024
Angola ·
Botswana ·
Burkina Faso ·
Comoren ·
Congo-Brazzaville ·
Congo-Kinshasa ·
Djibouti ·
Egypte ·
Eritrea ·
Gabon ·
Ghana ·
Guinee ·
Guinee-Bissau ·
Kaapverdië ·
Kameroen ·
Kenia ·
Lesotho ·
Libië ·
Madagaskar ·
Malawi ·
Mali ·
Mauritius ·
Mozambique ·
Namibië ·
Niger ·
Nigeria ·
Senegal ·
Seychellen ·
Sierra Leone ·
Soedan ·
Somalië ·
Tanzania ·
Togo ·
Tunesië ·
Zambia ·
Zimbabwe ·
Zuid-Afrika